# Ecrinesomus dixoni
Ecrinesomus dixoni è un pesce osseo estinto, appartenente ai platisomoidi. Visse nel Triassico inferiore (circa 250 - 248 milioni di anni fa) e i suoi resti fossili sono stati ritrovati in Madagascar.

## Descrizione
Questo pesce era di dimensioni medio-piccole, e solitamente non superava i 15 centimetri di lunghezza. Il corpo di Ecrinesomus era estremamente appiattito lateralmente, alto e a forma di diamante. La testa era grande, dotata di un muso smussato; gli occhi erano grandi. La pinna dorsale era alta e appuntita nella parte iniziale, ma via via che procedeva verso la parte finale del corpo era più bassa e lunga. La pinna anale, pressoché opposta alla dorsale, era quasi identica. I lepidotrichi (le ossa che costituivano i raggi delle pinne) erano molto vicini fra loro. Le scaglie erano di forma allungata, in particolare quelle della zonna dell'addome. 

## Classificazione
Ecrinesomus dixoni venne descritto per la prima volta da Woodward nel 1910, sulla base di fossili ritrovati nei noduli tipici del Triassico inferiore del Madagascar. Ecrinesomus fa parte dei platisomoidi (un gruppo di pesci ossei arcaici dal corpo fortemente appiattito lateralmente), e in particolare della famiglia Bobasatraniidae (comprendenti anche Bobasatrania ed Ebenaqua ritchiei).

## Paleobiologia
Ecrinesomus doveva essere un abitante di acque calme e basse; probabilmente si nutriva, almeno in parte, di piante acquatiche.